# Alojzy Andrzej Łuczak
Alojzy Andrzej Łuczak (ur. 12 czerwca 1930 w Poznaniu, zm. 29 kwietnia 2011 tamże) – wielkopolski popularyzator muzyki i animator kultury, dyrektor Filharmonii Poznańskiej im. Tadeusza Szeligowskiego, założyciel i wieloletni prezes „Pro Sinfoniki”, młodzieżowego ruchu miłośników muzyki w Poznaniu. Autor ponad czterdziestu książek i publikacji (m.in. „Głodny”, „Jeszcze będziesz mi orłem”, „Moja muzyka”, „Sztuka życia wśród ludzi”, „Jaka jesteś Pro Sinfoniko?”, „Wznieść się w górę Muzyką”, „Andante Bolero i Stop”).
Napisał ponad 300 esejów, krytyk literackich, recenzji i opowiadań publikowanych w prasie krajowej i zagranicznej.
Pochowany został na Cmentarzu Junikowskim w Poznaniu (pole 11, rząd 49, miejsce 1). W uroczystościach pogrzebowych udział wzięło około 300 mieszkańców Poznania i Wielkopolski oraz przedstawicieli środowisk muzycznych z całego kraju.

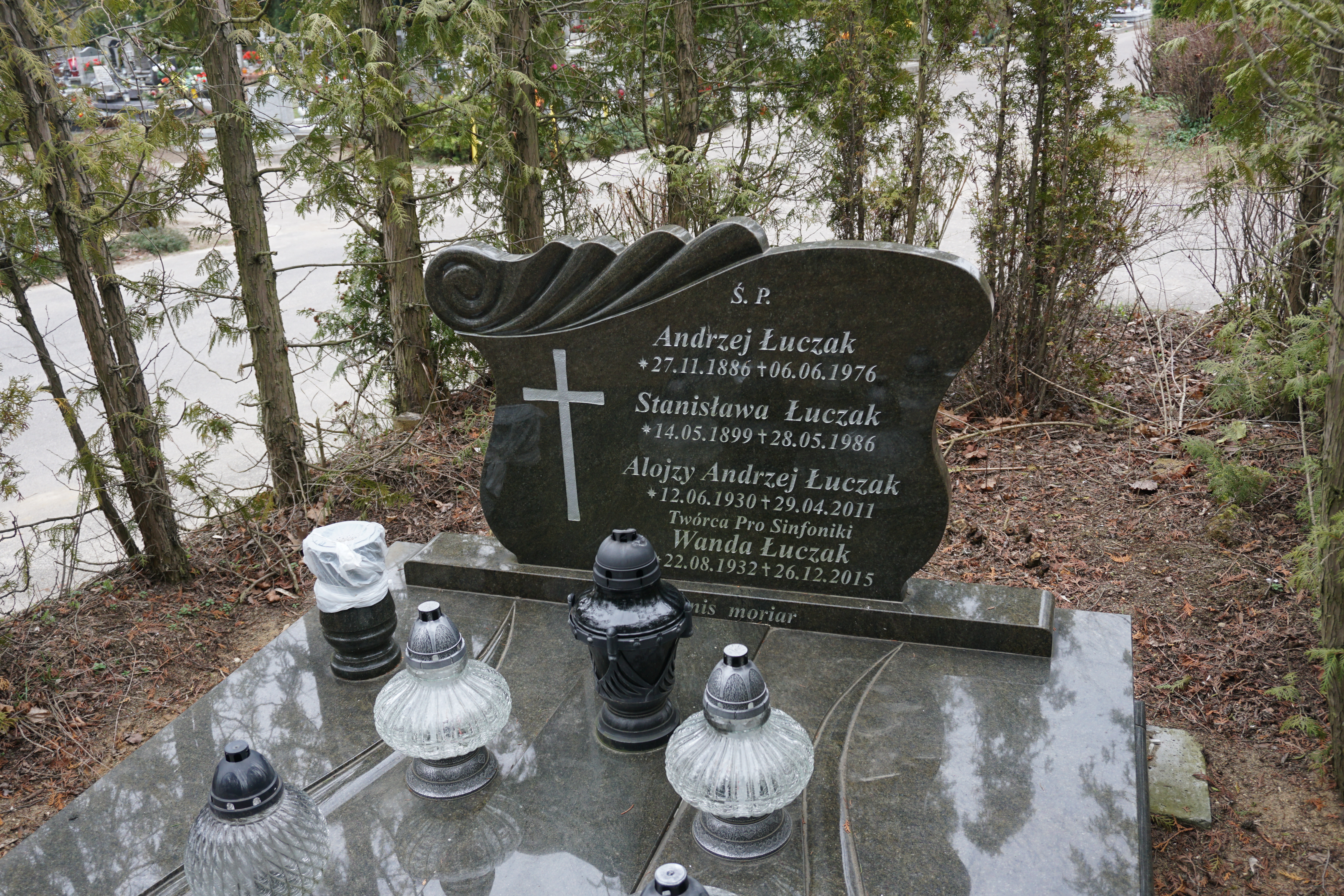
Grób Alojzego Andrzeja Łuczaka na Cmentarzu Junikowskim

## Odznaczenia, nagrody i wyróżnienia
- Krzyż Komandorski z Gwiazdą Orderu Odrodzenia Polski (2000)
- Medal Komisji Edukacji Narodowej
- Złoty Medal „Zasłużony Kulturze Gloria Artis” (2008)
- Order Uśmiechu
- Złoty Hipolit (2005)
- Medal Ad Perpetuam Rei Memoriam (1993)
- Nagroda Związku Kompozytorów Polskich (1974)

## Upamiętnienie
Uchwałą podjętą na sesji Rady Miasta Poznania w dniu 5 kwietnia 2016 nadano imię Alojzego Andrzeja Łuczaka skwerowi położonemu na poznańskich Podolanach u zbiegu ulic Janiny Omańkowskiej i Marcina Rożka. Oficjalna uroczystość nadania imienia odbyła się 12 maja 2016.